# 601
سنة 601 م كانت سنة بسيطة تبدأ يوم الأحد حسب التقويم اليولياني.

## أحداث

### حسب المكان

#### الإمبراطورية البيزنطية
حملة البلقان

## مواليد
- سيجيبيرت الثاني
- صفية بنت حيي بن أخطب
- علي بن أبي طالب